# Szemléltető eszköz
Az oktatásban a szemléltető eszközökkel való műveletek a vizuális nevelés módszerével magyarázzák a tantárgyat. Így a tanulók képességei közül a vizualitást, és intuiciós képességet használják fel, vagyis a kísérlet, berendezés megtekintésével kialakított szemléleti kép is megmarad megtanult anyagként, a tananyag más részeiből következtetés, vagy gondolkodás útján kapott eredmény mellett. 
A szemléltető eszköz tágabb értelemben a térbeli tárgyak kategóriába tartozó taneszköz, mely tulajdonságain keresztül alkalmas a tananyag bemutatására. Mind az alap-, középfokú, mind a felsőfokú oktatásban lényeges szerepet játszik. Kiváló alakja a kísérletes fizikaoktatásnak Öveges József professzor.

## A térbeli tárgyak közé tartozó taneszközök felosztása
- Utánzat: két- vagy háromdimenziójú taneszköz, mely az oktatás konkrét v. absztrakt tárgyát ábrázolja. Alapfajtái: a modell, a makett, és a minta.
- Modell: valamilyen tárgynak, szerkezetnek, rendszernek, struktúrának kísérleti v. bemutatási célokat szolgáló működő, nagyított v. kicsinyített mása.
- Makett: valamely építmény, test, gép, szerkezet nem működő, kicsinyített mása, térbeli ábrázolása.
- Minta: a preparált eredeti egyed.
- Metszet: tárgyak, alakzatok, képződmények megfelelő síkokkal való elmetszése során keletkezik.
- Számítógépes szimuláció (különleges eset).

## Tanári és tanulói kísérleti eszközök
Kísérleti eszköz nagyrészt a természettudományok oktatásában használt taneszköz, amelynek segítségével a természeti jelenségek oktatási célból előidézhetők, bemutathatók és részletesen vizsgálhatók. A korszerű oktatásban a megfigyelés, a kísérleti tapasztalatszerzés, az alap- és középfokon elképzelhetetlen kísérleti eszközök nélkül.
A kísérleti eszközök lehetnek a jelenségek bemutatására szolgáló bemutató- vagy demonstrációs (szemléltető) eszközök, ill. mérőeszközök. Ezen belül megkülönböztetünk tanári, ill. tanulói kísérleti eszközöket. Modellek, demonstrációs, szemléltető eszközök tantárgyak szerint különbözőek lehetnek, pl. fizikai, biológiai, nyelvtani, anatómiai taneszközök.

## Nem oktatási célú, hasonló felhasználású eszközök
Megjegyezzük, hogy fenti kifejezések más szakterületeken is alkalmazhatók, és ottani jelentésük más, csak általánosságban hasonlók. Elsősorban a modell fogalma lehet több értelmezésű (lásd: modell: egyértelműsítő lap: modell (tudomány), modell (személy), és modellezés (szórakozás, hobbi) jelentései lehetnek). 
A tudományos életben a modell olyan eszköz, mely tárgyszerűen, vagy elvi rendszerében (a fizikai jelenségeket leíró matematikai egyenleteivel) segíti a kutatást, kísérletet, megismerést. A modellezés is többféle lehet, egyrészt sport, ill. hobbi, másrészt tudományos rendszerelemzés (pl. áramlási hasonlóságok modellezése). A kísérlet fogalmát egyértelműsítő lap mutatja be: a kísérlet (tudomány) tárgykörébe tartozik pl. a kísérleti eszköz, mely az oktatáson kívül a kísérleti fizika tudományának is része. 
A kísérleti fizika modellekkel dolgozik, egyszerűsített modell-objektumot, vagy modell-jelenséget vizsgál. A tudományos modellezés fontos segédeszköze a matematika. Több értelmezésű lehet a minta fogalma is, pl. a kisminta az áramlástani szerkezetek megalkotásában a hasonlóság fizikai, matematikai fogalmán keresztül alkalmas mérésekre, ill. konstrukciók kifejlesztésére. 
Számos múzeum kiállít működő modelleket, melyek nem csak oktatási, hanem technikatörténeti célt is szolgálnak: Ilyen múzeum a Közlekedési Múzeum, Kohászati Múzeum, Esztergomi Duna Múzeum, Magyar Műszaki és Közlekedési Múzeum, Szt. István Egyetem, Mezőgazdasági Eszköz- és Gépfejlődéstörténeti Szakmúzeum. 

## Külső források
- Magyar Elektronikus Taneszköz Adatbázis és Etalontár (META) Archiválva 2013. július 18-i dátummal a Wayback Machine-ben
- Térbeli szemléltető eszközök. Eszterházy Károly Főiskola Archiválva 2016. március 4-i dátummal a Wayback Machine-ben